# Knuten

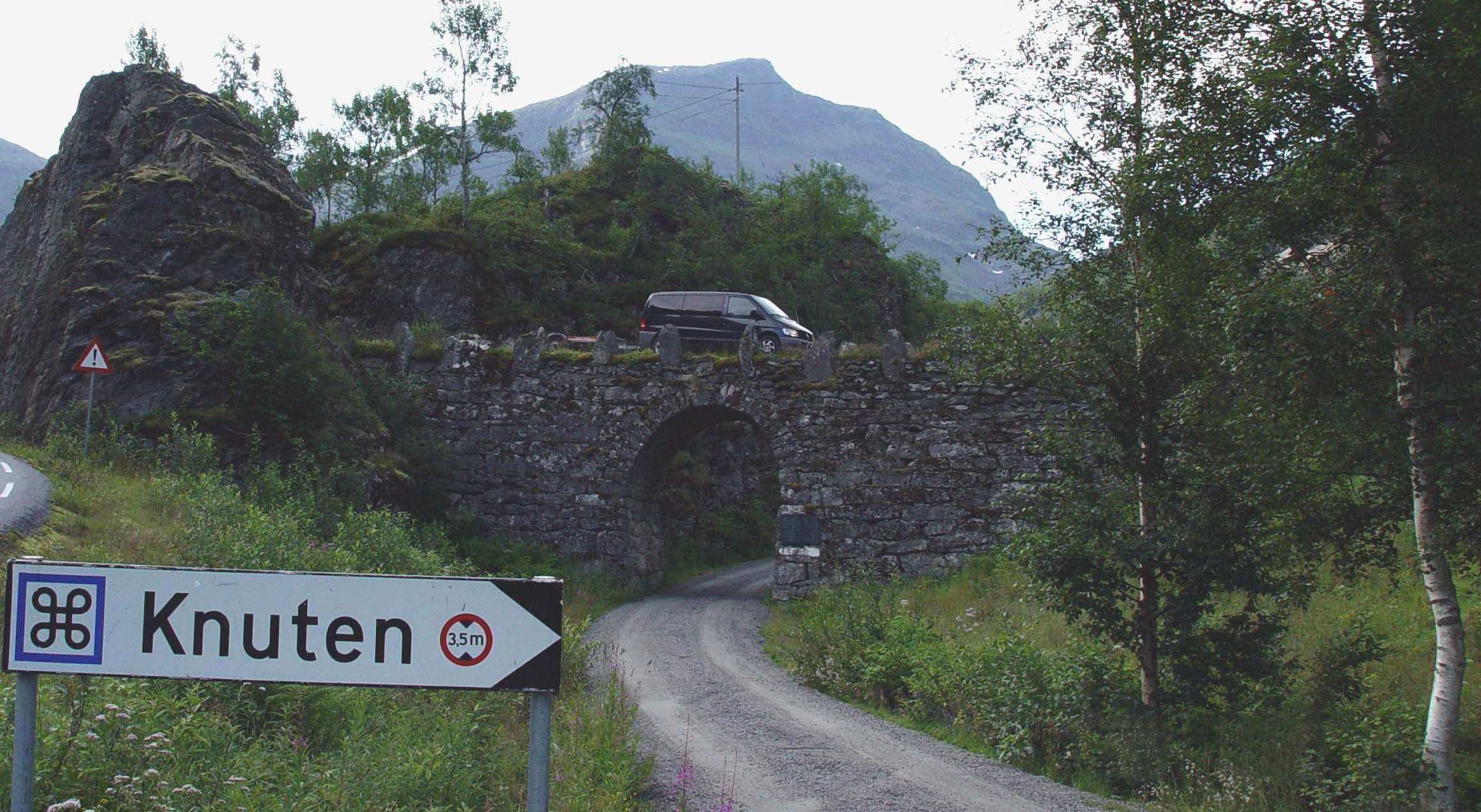
Knuten

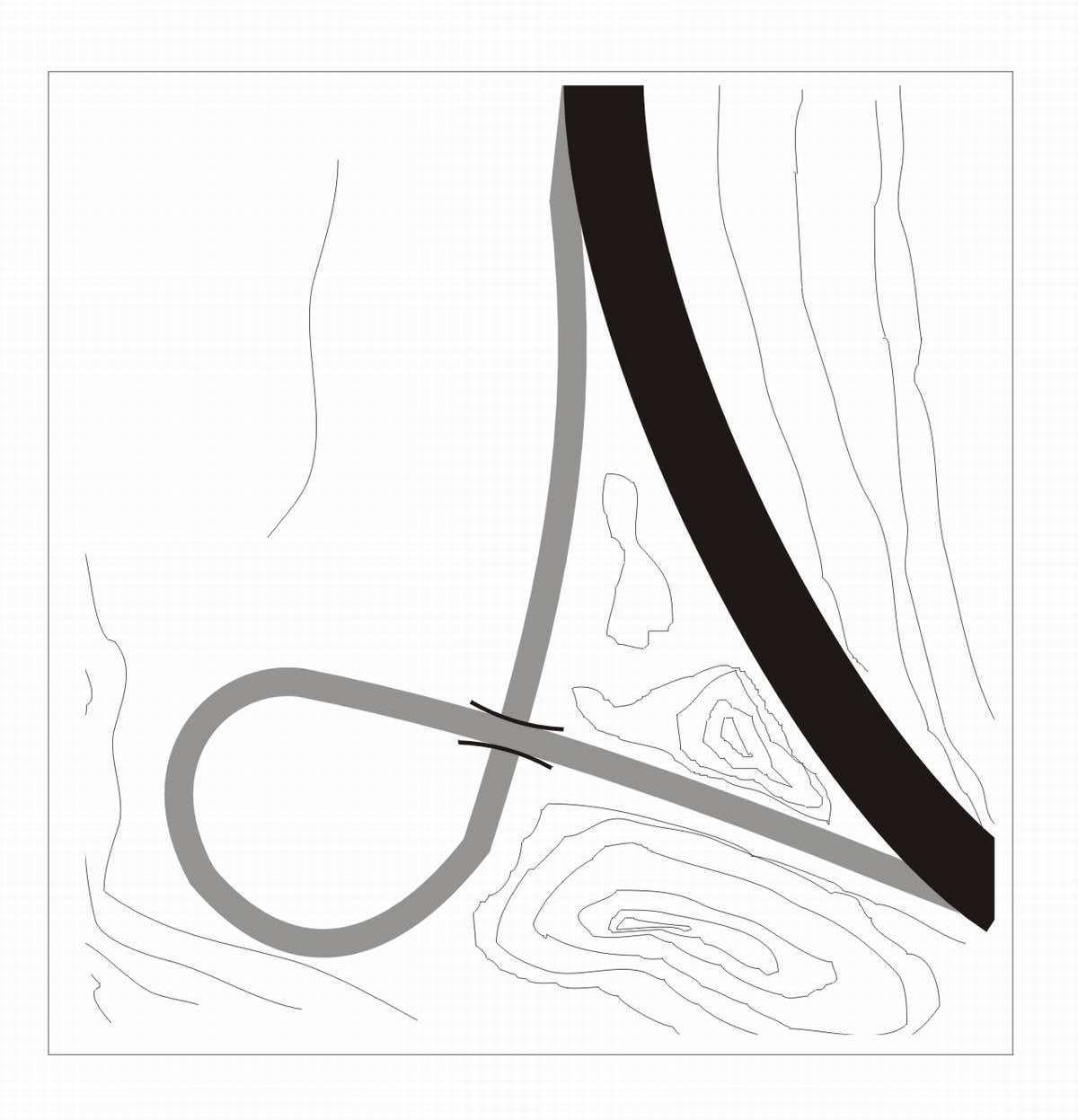
Knuten

Ein Knuten (Knoten) ist eine straßenbauliche Lösung in Norwegen.
Der Knuten in der Nähe von Geiranger vollzieht eine 270°-Schleife, um die Steigung der Straße zu mindern.
Er ist Bestandteil der alten 1889 fertiggestellten Geirangerstraße und wurde als Sehenswürdigkeit erhalten. Der Knuten selbst wurde bereits 1882 unter Leitung von Ole Knudsen Moen gebaut.
Die neue Geirangerstraße wurde durch einen Felsdurchbruch links am Knuten vorbeigeführt.